# 가속도원리 (경제학)
가속도원리(加速度原理)는 투자결정의 원리로서의 가속도원리는 옛부터 있어 왔다. 이는 자본 스톡의 변화와 생산량의 변화의 사이에 일정한 비례관계가 있다는 것으로서 그 소박한 것은 거의 기술적 관계로부터 유도되는 것으로 기업의 이윤극대 동기와는 관련이 없는 것으로 생각되고 있다.
이 이론에 대해서는 오늘에 이르도록 많은 비판이 가해졌는데 그 가운데 주요한 것은 다음과 같다.
1. 생산하강기 및 과잉설비를 갖는 상승기에는 작용하지 않는다.
2. 생산이 기업의 능력조업도(能力操業度)에서 이루어질 때 가속도원리가 작용되나 이 경우에도 생산증가에 따라 생산비가 급증하는 경우에 한한다.
3. 가속도원리는 순투자와 관계되나 보전투자(補塡投資)와 순투자의 구별이 어렵다.

가속도원리의 실증적 연구로서는 틴버겐(Tinbergen, 1903∼ ), 채너리(H. B. Chenery), 메이어(J. R. Meyer)·쿠(E. Kuh) 및 아이스너(R. Eisner) 등을 들 수 있다.  틴버겐과 체너리는 시계열 데이터를 쓰며 뒤의 세 사람은 크로스 섹션 데이터(cross-section data)를 써서 한결같이 투자와 매상고 증감 사이는 그다지 상관이 없다는 것을 제시했다.  가속도원리의 정밀화를 시도한 것으로서 먼(Thomas Mun, 1571∼1641)과 체너리는 매상고증감 대신에 능력조업도를 사용하여 비교적 좋은 결과를 얻고 있으며, 또한 메이어와 쿠도 같은 지표를 써서 기업이 완전능력조업에 가까운 상태에 있는 수년간에 대해 높은 상관을 발견하고 있다. 아이스너는 분포래그함수를 이용하여 장기적으로 높은 성장을 보이는 기업에 대해 원리의 타당성을 인정하고 있다. 비교적 최근의 연구에 있어서는 가속도인자를 단순한 기술적 인자로는 보지 않고 이윤극대원리에 따라 행동하는 기업에 관해 투자의 예비지표로 생각하고 있는 점에 주목할 필요가 있다.